# Cachamal
Chilenismo utilizado para describir un golpe dado con la mano abierta en la parte posterior de la cabeza de otra persona. También llamada Paipazo.
Como la colleja o el pape, se usa como una forma de reprimenda física, hecha con la intención de amonestar aunque no de causar daño.
Es de uso habitual entre personas cercanas y de confianza. Hecha a un desconocido es inadecuado y puede ser considerada agresión.
Quien lo aplica busca mostrar su descontento o desaprobación hacia el agredido, ante una acción o dicho calificado de estupidez bobería. Además se le muestra superioridad, prepotencia o dominio-subordinación.